# 10367 Sayo
10367 Sayo (1994 YL1) là một tiểu hành tinh vành đai chính được phát hiện ngày 31 tháng 12 năm 1994 bởi T. Kobayashi ở Oizumi.